# Jacobsenova epoxidace
Jacobsenova epoxidace (také nazývaná Jacobsenova-Katsukiho epoxidace) je organická reakce, která umožňuje enantioselektivní epoxidaci alkenů substituovaných alkylovými a arylovými skupinami. Jde o doplňkovou reakci k Sharplessově epoxidaci (při které se epoxidy připravují pomocí dvojné vazby allylových alkoholů). Stereoselektivita Jacobsenovy epoxidace je způsobena C2 symetrií komplexu ligandu salenového typu s trojmocným manganem, který se používá jako katalyzátor a přenáší kyslíkový atom z oxidačního činidla. Katalyzátory ovlivňující chiralitu produktů se používají k dosažení stereoselektivity, což má význam v syntéze biologicky aktivních látek a enantiomerně čistých léčiv.
Reakce je pojmenována po jejím objeviteli, kterým byl Eric Jacobsen (někdy se též uvádí Cutomu Katsuki).
Bylo provedeno několik vylepšení této reakce.
Schéma obecné Jacobsenovy reakce vypadá takto:

## Historie
Na začátku 90. let 20. století Eric Jacobsen A Cutomu Katsuki nezávisle na sobě objevili katalyzátory enantioselektivní epoxidace izolovaných alkenů. Roku 1991 publikoval Jacobsen práci, ve které se snažil najít nejvhodnější katalyzátor. Dokázal dosáhnout enantiomerního přebytku přes 90 % u mnoha různých ligandů. Potřebné množství katalyzátoru představovalo méně než 15 % množství alkenu.

## Vlastnosti
Enantioselektivita Jacobsenovy epoxidace závisí na mnoha vlivech, jako jsou struktura použitého alkenu, vlastnosti donorového ligandu a teplota. Cyklické i acyklické cis-1,2-disubstituované alkeny se epoxidují s téměř 100% enantioselektivitou, zatímco trans-1,2-disubstituované alkeny špatně reagují při použití Jacobsenových katalyzátorů, ovšem za přítomnosti Katsukiových katalyzátorů reagují lépe. U konjugovaných dienů je enantioselektivita epoxidace mnohem lepší než u nekonjugovaných.

## Mechanismus
Mechanismus Jacobsenovy epoxidace není zcela znám, ovšem předpokládá se, že reaktivním meziproduktem je manganičná sloučenina, která se tvoří oxidací komplexu trojmocného manganu se salenem. Navrženy byly tři mechanismy, soustředěný, metaloxetanový a radikálový. Nejpravděpodobnější je soustředěný mechanismus. Při něm po vzniku manganičného komplexu dochází k aktivaci katalyzátoru, který tak může z alkenů vytvořit epoxidy. Atom kyslíku se naváže na dva uhlíkové atomy (mezi nimiž byla původně dvojná vazba), přičemž je stále vázán k manganu. Následně zanikne vazba Mn–O a vytvoří se epoxid. Komplex trojmocného manganu se salenem se obnoví a může se znovu oxidovat.
Při použití konjugovaných dienů jako substrátů se vytváří radikálový meziprodukt, který přispívá k vytváření směsi dvou produktů.